# Comuna Motovîlivka, Liubar
Motovîlivka (în ucraineană Мотовилівська сільська рада) este o comună în raionul Liubar, regiunea Jîtomîr, Ucraina, formată din satele Motovîlivka (reședința) și Semenivka.
Localitatea face parte din regiunea istorică Volânia, iar după tratatul de pace de la Riga din 1921 a devenit parte a Uniunii Sovietice.

## Demografie
Componența lingvistică a comunei Motovîlivka
     Ucraineană (99,42%)
     Alte limbi (0,58%)
Conform recensământului din 2001, majoritatea populației comunei Motovîlivka era vorbitoare de ucraineană (99,42%), existând în minoritate și vorbitori de alte limbi.